# 10587 Strindberg
A 10587 Strindberg (ideiglenes jelöléssel 1996 NF3) a Naprendszer kisbolygóövében található aszteroida. Eric Walter Elst fedezte fel 1996. július 14-én.